# ویلفرد بارتپ

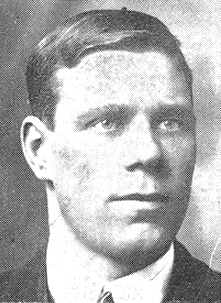
ویلفرد بارتپ، بازیکن فوتبال اهل بریتانیا

ویلفرد بارتپ (انگلیسی: Wilfred Bartrop; ۲۲ نوامبر ۱۸۸۷ – ۷ نوامبر ۱۹۱۸) بازیکن فوتبال اهل پادشاهی متحد بریتانیای کبیر و ایرلند بود.
از باشگاه‌هایی که در آن بازی کرده‌است می‌توان به باشگاه فوتبال وورکساپ تاون، باشگاه فوتبال بارنزلی، و باشگاه فوتبال لیورپول اشاره کرد.